# コヴェントリーRFC
コヴェントリーRFC（英: Coventry R.F.C.）は、イングランドのコヴェントリーに本拠地を置くラグビーユニオンクラブである。スタジアムはブッツ・パーク・アリーナ。RFUチャンピオンシップ（2部）に所属。

## 歴史
1874年創設。
1987年、ナショナル・ディビジョンワン（現・ギャラガー・プレミアシップ）の初年度参加クラブに選ばれる。同シーズンに降格して以降は、プレミアシップから遠ざかっている。

## 歴代所属選手
- バリージョン・メイサー(イングランド代表)
- ジェームス・プリチャード(カナダ代表)
- アーロン・カーペンター(カナダ代表)
- フィル・マッケンジー(カナダ代表)
- ダニエル・ファレアファ(トンガ代表)
- ジョシュ・ペーターズ(スペイン代表)
- ガストン・ミエレス(ウルグアイ代表)
- デイビッド・ハライフォヌア(トンガ代表)
- イワン・アシュマン(スコットランド代表)
- パトリック・ペレグリーニ(トンガ代表)